# Joe Brennan
Joseph R. Brennan, detto Joe (Brooklyn, 15 novembre 1900 – New York, 10 maggio 1989), è stato un cestista e allenatore di pallacanestro statunitense, membro del Naismith Memorial Basketball Hall of Fame dal 1975 in qualità di giocatore.

## Carriera
Dopo aver militato nel St. Augustine Academy ai tempi dell'high school, è passato direttamente al professionismo. Nei suoi 19 anni di attività cestistica ha militato in più squadre, anche nel corso della stessa stagione (fatto consudetudinario nel corso dei primi anni della pallacanestro professionistica). Ha vestito la maglia dei Brooklyn Visitations, del Troy (New York), Holyoke (Massachusetts), Wilkes-Barre Barons e Filadelfia nella Eastern League; Brooklyn Jewels, Whirlwinds e Brooklyn Dodgers.
Di ruolo guardia, è stato campione della Metropolitan Basketball League nel 1922, 1924 e 1925; in seguito ha vinto tre titoli ABL con i Brooklyn Visitations.
Ritiratosi dall'attività di cestista, si è poi dedicato alla carriera di allenatore: ha guidato il St. Francis College di New York, squadra di college basketball.